# 日比谷駅
日比谷駅（ひびやえき）は、東京都千代田区有楽町一丁目にある、東京地下鉄（東京メトロ）・東京都交通局（都営地下鉄）の駅。

## 乗り入れ路線
東京メトロの日比谷線・千代田線と、都営地下鉄の三田線の3路線が乗り入れる。駅番号は日比谷線がH 08、千代田線がC 09、三田線がI 08である。
また東京メトロ有楽町線および東日本旅客鉄道（JR東日本）山手線・京浜東北線が乗り入れる有楽町駅の至近にあり、有楽町線の乗り換え駅として案内される。ただし、当駅からJR線への正式な乗り換え案内は都営三田線のみ行っている。
日比谷線・千代田線から有楽町線有楽町駅方面へは都営三田線改札口付近の通路より連絡している。この構内通路は東京都交通局の管轄であり、案内は基本的に都営線基準となっている。また、当駅から東側は銀座駅、東銀座駅まで、北側は大手町駅、東京駅まで改札外地下通路で連絡している。

## 歴史
- 1962年（昭和37年）10月10日：日比谷線当工区（日比谷一工区）の建設工事に着手[3]。1964年東京オリンピックの開催に間に合わせるため、超突貫工事が行われた（後述）[4]。
- 1964年（昭和39年）8月29日：帝都高速度交通営団（営団地下鉄）日比谷線の駅が開業[5]。
- 1971年（昭和46年）3月20日：営団地下鉄千代田線の駅が開業。
- 1972年（昭和47年）6月30日：都営地下鉄6号線の駅が開業。
- 1974年（昭和49年）10月30日：営団地下鉄有楽町線の有楽町駅が開業し、乗換業務を開始。
- 1978年（昭和53年）7月1日：都営地下鉄6号線を三田線に改称。
- 2004年（平成16年）4月1日：帝都高速度交通営団（営団地下鉄）民営化に伴い、日比谷線・千代田線の駅は東京地下鉄（東京メトロ）に継承される[6]。
- 2007年（平成19年）3月18日：ICカード「PASMO」の利用が可能となる[7]。
- 2018年（平成30年）10月13日：千代田線ホームでホームドアと発車メロディの使用を開始[8]。
- 2020年（令和2年）2月7日：日比谷線ホームで発車メロディの使用を開始[9]。

### 駅名の由来
駅に隣接する「日比谷公園」に由来する。
皇居や皇居外苑にも近いため、それに準じた駅名も計画されていたものの、当時の政府や宮内庁から拒否されたために「日比谷」に落ち着いたという経緯がある。

## 駅構造

### 東京メトロ
日比谷線は相対式ホーム2面2線を有する地下駅である。改札は地下2階、ホームは地下3階にある。エスカレーターとエレベーターが地下2階と地下3階を連絡している。
千代田線は島式ホーム1面2線を有する地下駅である。改札は地下1階、ホームは地下2階にある。エスカレーターとエレベーターが地下1階と地下2階を連絡している。
なお、両線のホーム間は日比谷線の霞ケ関寄りと千代田線の二重橋前寄りが連絡通路により直結している。改札内の連絡通路は他になく、異なる路線の改札口から入場した場合はホームを経由する必要がある。千代田線の改札付近には、矢橋六郎と東京藝術大学の学生による作品「日比谷公園」のモザイクレリーフが設置されている。壁画は日比谷公園の四季をイメージしたもので、「木」「草花」「野鳥」「噴水」、4枚の連作である。
毎年10月の鉄道の日直前に日比谷公園で開催される「鉄道フェスティバル」の際には、千代田線霞ケ関寄りの改札口付近にブースが設置されることがある。
千代田線の当駅から大手町駅にかけては都営地下鉄三田線との並行区間（同時施工・営団が東京都から受託施工）となっており、日比谷通りの地下を千代田線は東側、三田線は西側（皇居側）を通っており、両線のトンネルが一体構造となっている。
日比谷通りの幅員の制約により、千代田線と三田線の駅を並べて設置することはできないことから、約2 kmの並行区間に約500 m間隔で駅を設置することとし、千代田線日比谷駅、三田線日比谷駅、千代田線二重橋前駅、三田線大手町駅、千代田線大手町駅が交互に設けられている。
当駅は、「大手町駅務管区日比谷地域」として近隣の駅を管理している。
有楽町線開業前の現在の有楽町駅の仮称駅名は「日比谷」であった。

#### のりば
| 番線                      | 路線     | 行先                     |
| ------------------------- | -------- | ------------------------ |
| 日比谷線ホーム（地下3階） |          |                          |
| 1                         | 日比谷線 | 中目黒方面               |
| 2                         | 日比谷線 | 北千住・南栗橋方面       |
| 千代田線ホーム（地下2階） |          |                          |
| 3                         | 千代田線 | 代々木上原・伊勢原方面   |
| 4                         | 千代田線 | 北綾瀬・我孫子・取手方面 |

（出典: 東京メトロ:構内図）

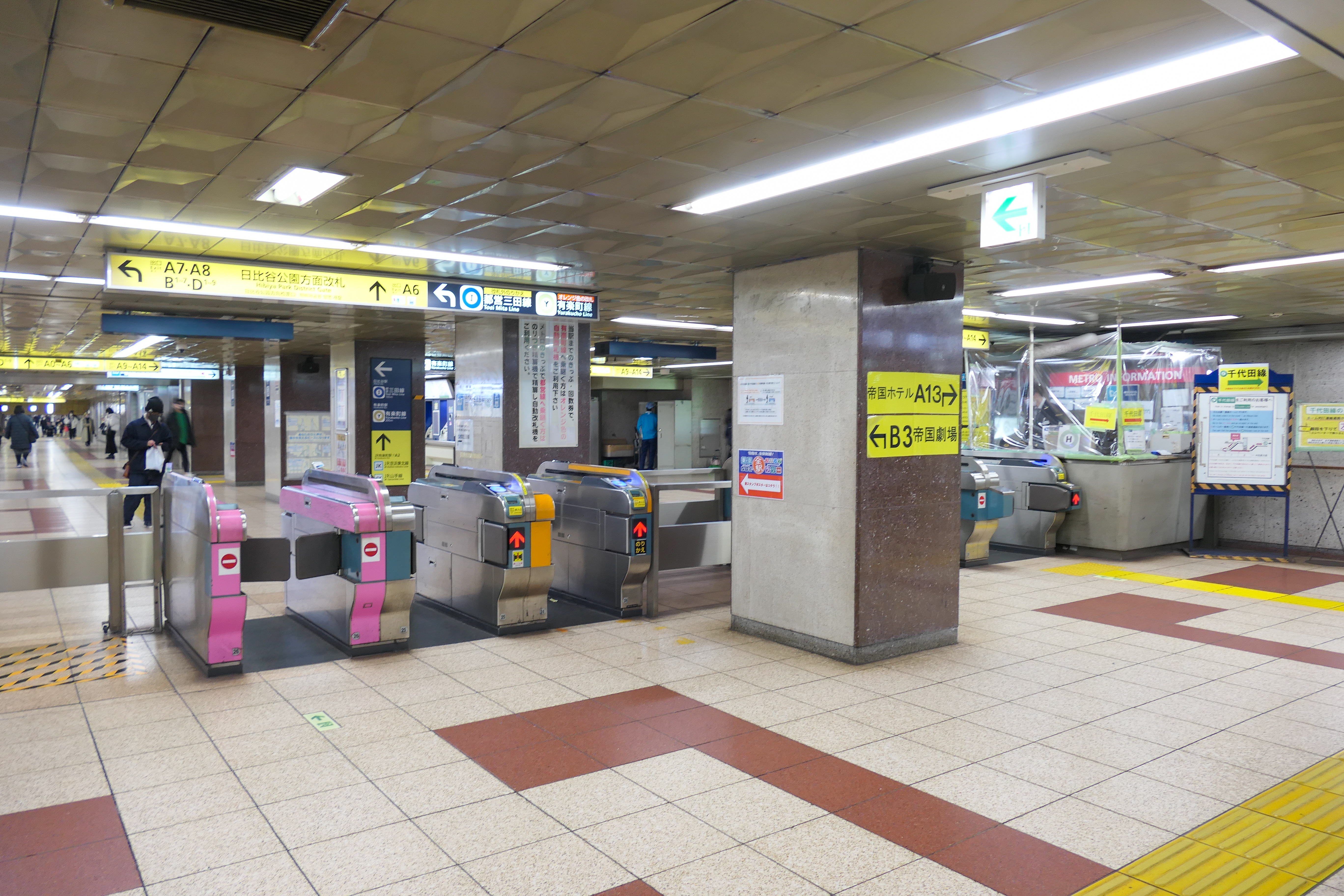
日比谷公園方面改札（2023年1月）
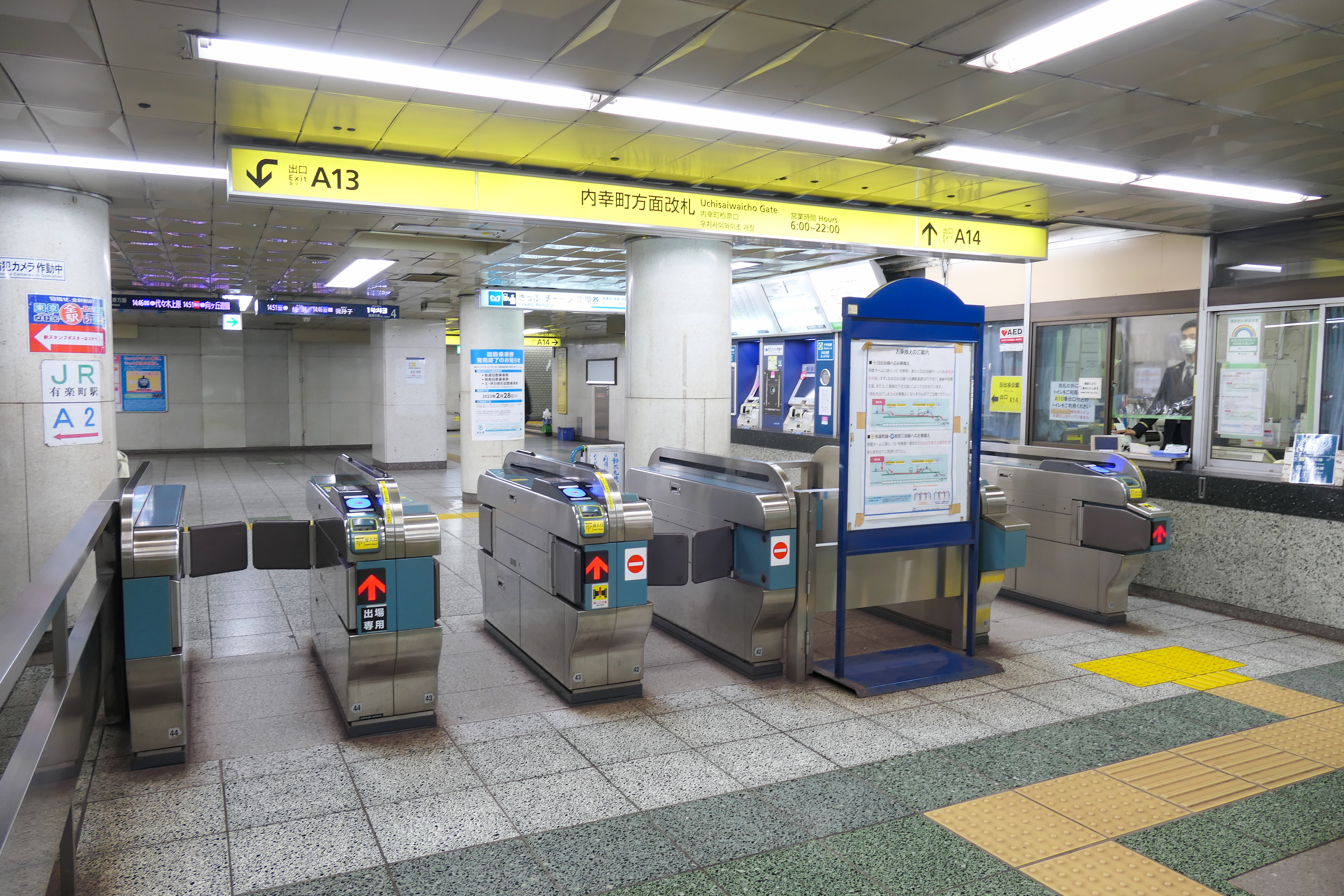
内幸町方面改札方面改札（2023年1月）
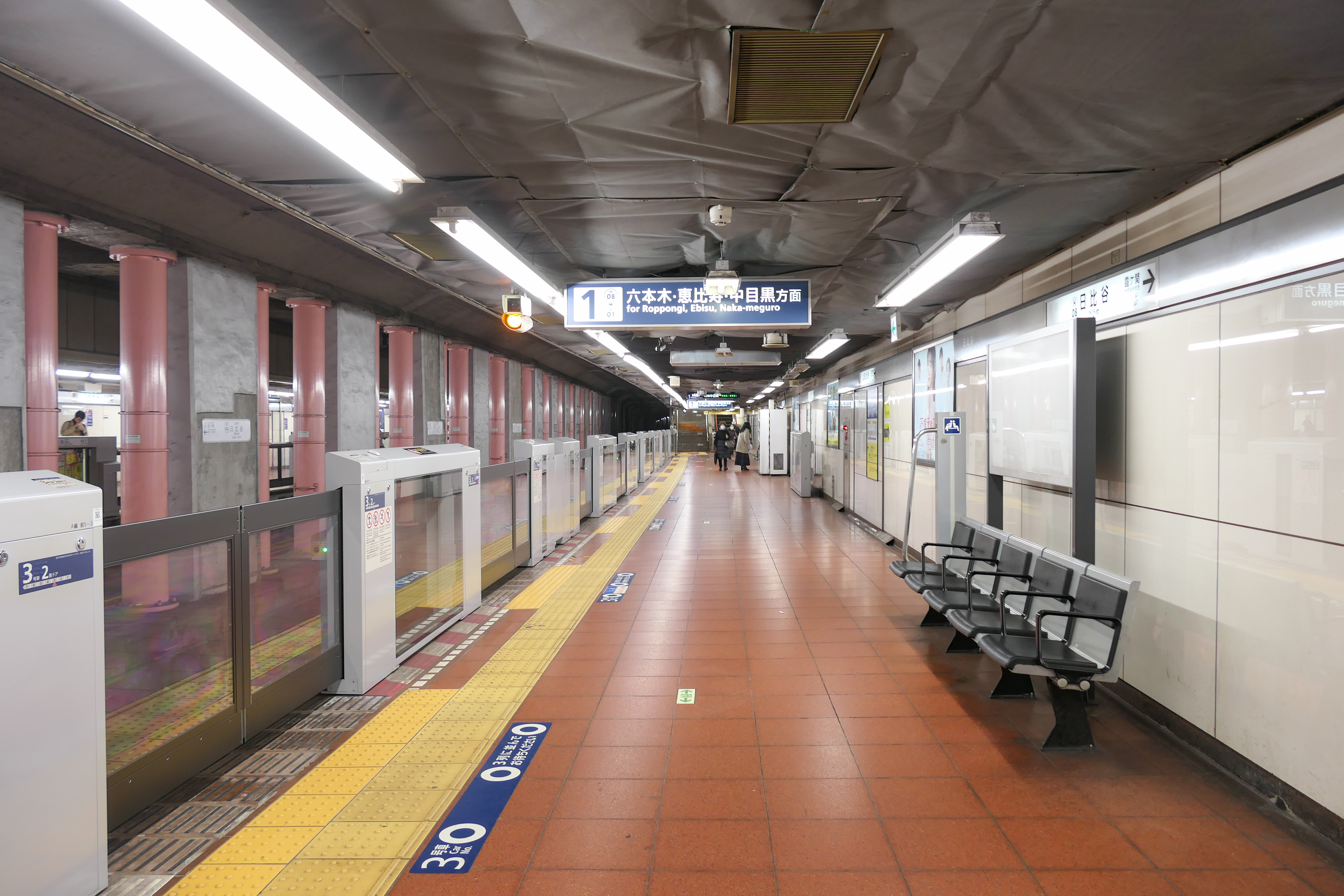
日比谷線1番線ホーム（2023年1月）
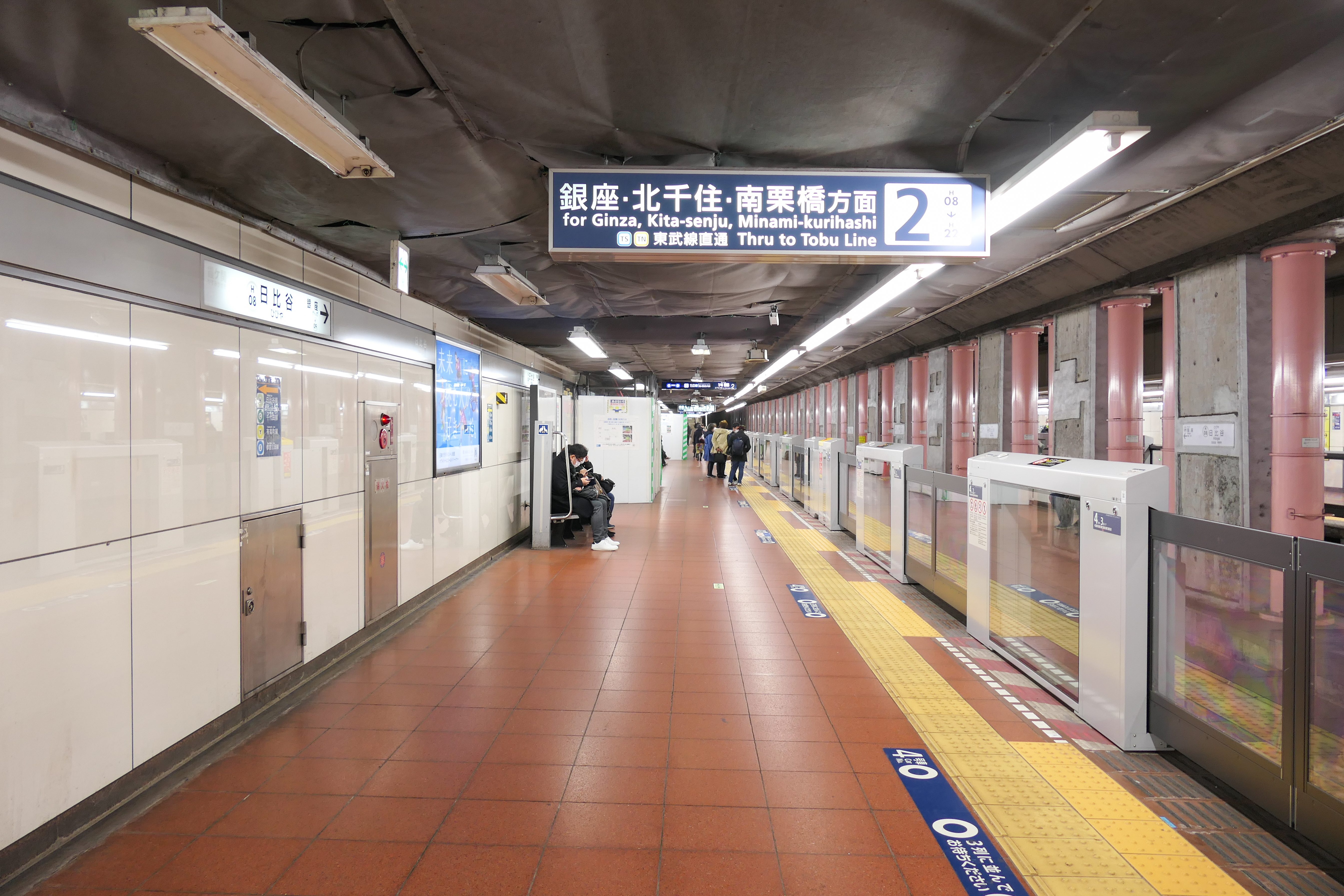
日比谷線2番線ホーム（2023年1月）
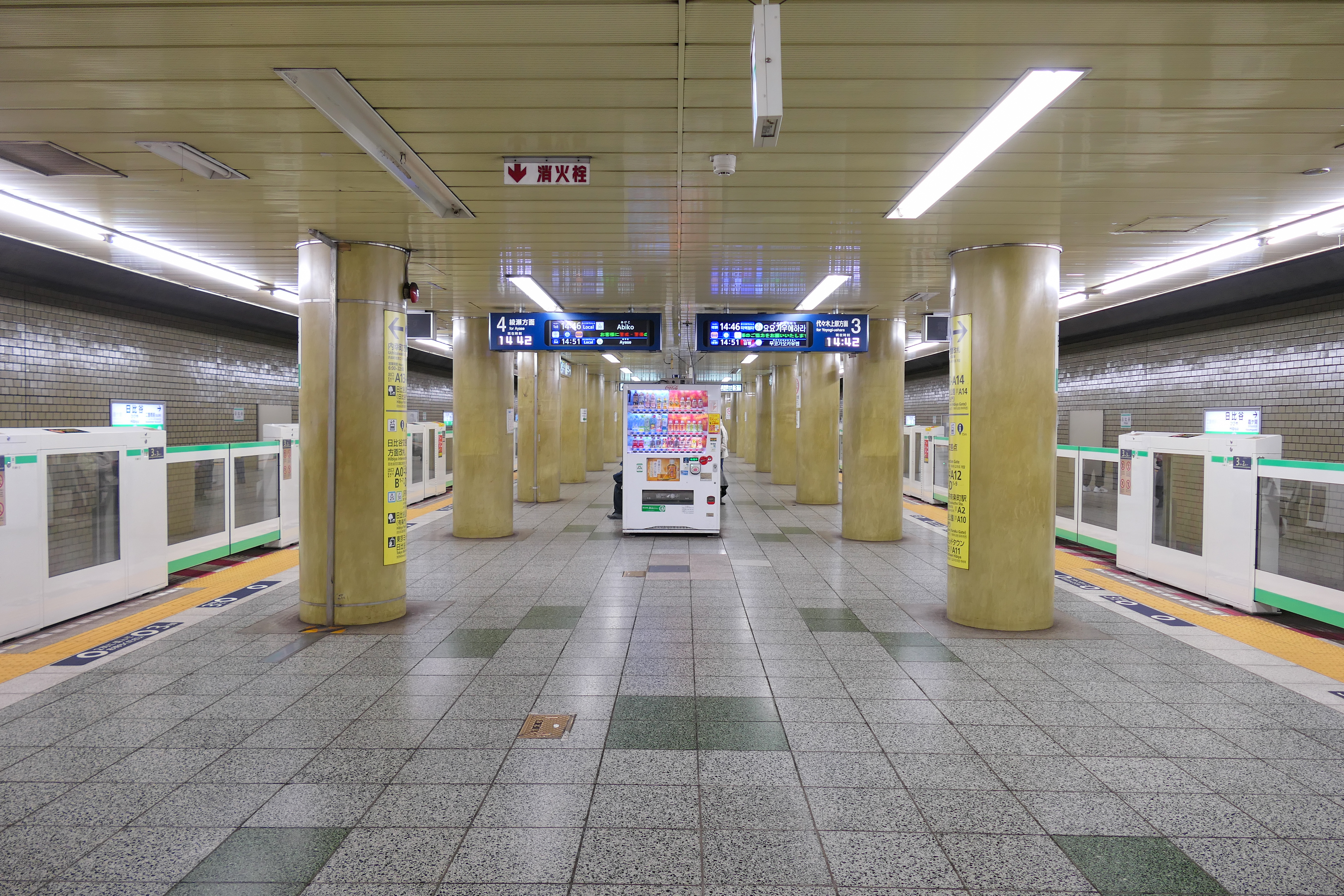
千代田線3・4番線ホーム（2023年1月）

#### 発車メロディ
全てのホームにおいて、スイッチ制作の発車メロディ（発車サイン音）を使用している。
| 番線 | 路線     | 曲名             | 作曲者   |
| ---- | -------- | ---------------- | -------- |
| 1    | 日比谷線 | 銀杏の下で       | 福嶋尚哉 |
| 2    | 日比谷線 | 公園日和         | 福嶋尚哉 |
| 3    | 千代田線 | ショウが始まるよ | 塩塚博   |
| 4    | 千代田線 | スニーカー       | 大和優子 |

#### 日比谷線当駅の建設工法について
当地区は軟弱地盤であることから、潜函工法（ニューマチック・ケーソン工法）採用した。晴海通り（都道304号）日本劇場前（現在は有楽町センタービル）から当駅構築を含む日比谷交差点までの279 mの区間となる。地上部は交通量の激しい道路となることから、道路覆工下に潜函（ケーソン）を構築し、沈設と構築を継ぎ足しながら沈設する路下式ケーソン工法とした。
発注元の営団地下鉄からは潜函工法（ケーソン工法）の採用と1964年東京オリンピックの開催に間に合わせることが絶対条件とされた。このため、工事請負元の間組（現・安藤ハザマ）はケーソン（日比谷停留場型 潜函8函・幅18.9 m・長さ10.5 - 13.0 m）を約10 m間隔で構築し、沈設後にケーソン間を開削工法にてトンネルを構築する「間抜きケーソン工法」を使用した。この工法は実績がなく、発注元の営団地下鉄は当初難色を示したが、間組によって成功を収め、その後の地下鉄工事でも採用される工法となった。
1962年（昭和37年）10月に建設工事に着手、超突貫工事が行われ、2年後の1964年（昭和39年）8月の日比谷線全線開業に間に合わせた。建設工事のため、1963年（昭和38年）2月 - 5月にかけては、警視庁の協力の元、午後10時から翌朝6時まで三原橋交差点 - 日比谷交差点間の晴海通り道路交通を通行止めとして、地下鉄建設工事に供した。

### 都営地下鉄
島式ホーム1面2線を有する地下駅。改札は地下1階、ホームは地下2階にあり、エスカレーターとエレベーターが地下1階と地下2階を連絡している。改札は3か所ある。当駅から大手町駅にかけては千代田線との並行区間である（前述・営団が東京都から受託施工）。
2016年3月31日までは日比谷駅務管理所の所在駅であり、三田線の三田駅 - 千石駅間の各駅を管理していた。2016年4月1日付で東京都交通局が実施した駅管区制の導入より、日比谷駅管区の所在駅となり、前述の日比谷駅務管理所は廃止となった。
大手町寄りの改札外通路および出入口は、千代田線二重橋前駅と共用している（早朝・深夜は閉鎖）。ただし正式な連絡駅に指定されていないため、当駅で下車して二重橋前駅を利用しても乗継割引の適用対象外となる（逆も同様）。
改札外に定期券売り場と、のちに併設されたコンビニエンスストア型の売店「グランメルシー」がある。
2001年3月から数年間、製薬会社の三共（現・第一三共）のラッピング広告などが壁面やホームゲートなどに施されていた。
当駅の改札至近に地上へ連絡するエレベーターがあるが、帝国劇場所有のため、利用可能な時間は限られている。

#### のりば
| 番線 | 路線       | 行先              |
| ---- | ---------- | ----------------- |
| 1    | 都営三田線 | 目黒・ 東急線方面 |
| 2    | 都営三田線 | 西高島平方面      |

（出典：都営地下鉄:駅構内図）
- 列車の停止位置目標は、南行は内幸町側の先端部、北行はホーム中央付近である。大手町側先端部には両方向の列車とも停車しない。
- 当駅の大手町寄りに上り線から下り線への片渡り線が存在する[20]。
- 1974年（昭和49年）の三田延伸開業までは、当駅が終着駅であった[21]。この当時は、大手町寄りに両渡り線を設置して折り返しており、三田駅寄りの本線は8両編成が収容できる引き上げ線とされていた[21]。

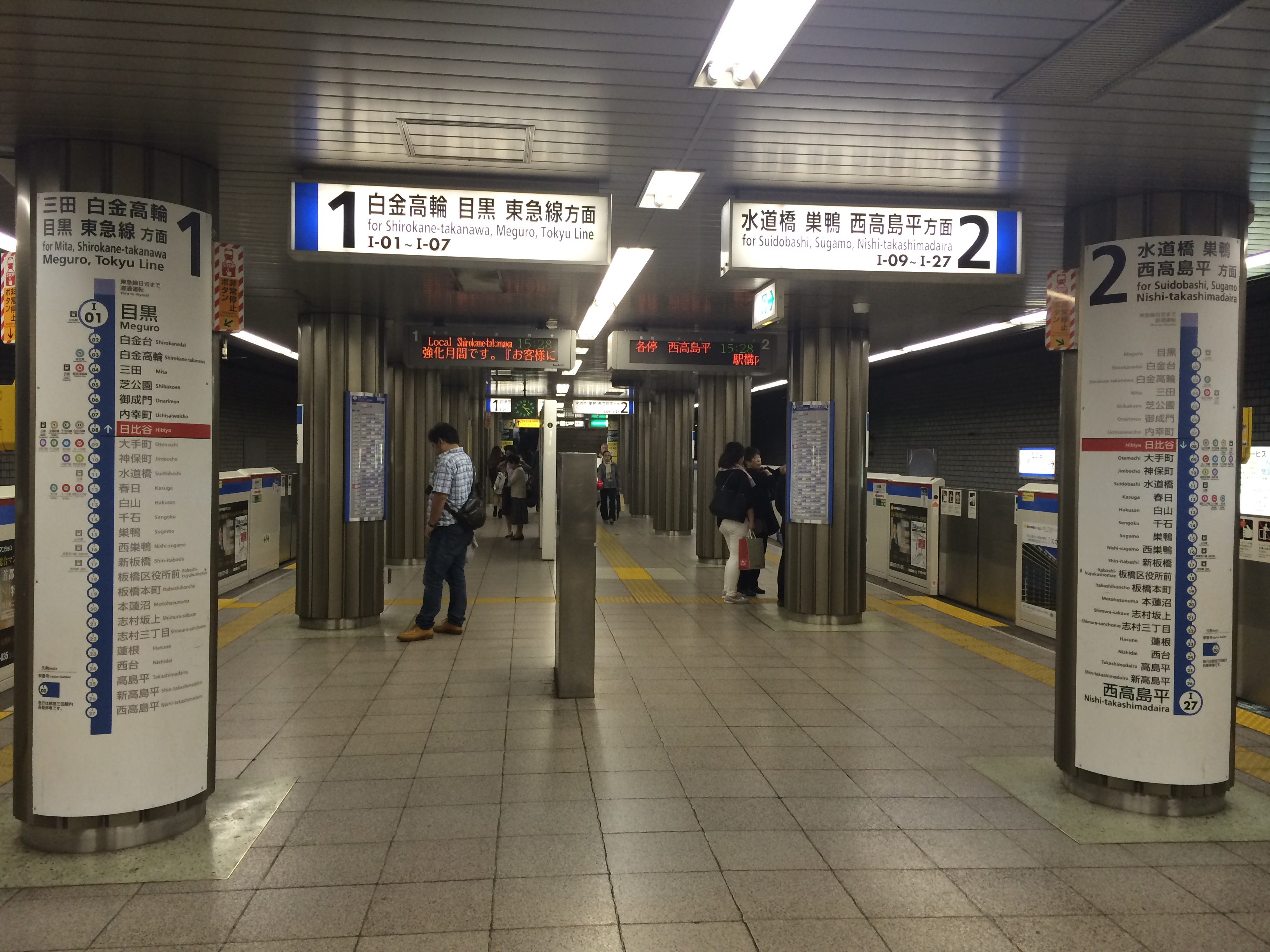
三田線ホーム（2016年10月）

## 利用状況
- 東京メトロ - 2024年度の1日平均乗降人員は93,712人[メトロ 1]（この値は東京メトロ線同士の乗換人員を含まない）であり、東京メトロ全130駅中新木場駅に次いで第40位。
  - 東京メトロ線同士の乗換人員を含んだ、2018年度の路線別1日平均乗降人員は以下の通りである[* 1]。有楽町駅の有楽町線との乗換人員も含む。
    - 日比谷線 - 145,607人 - 同線内では北千住駅、中目黒駅、茅場町駅、銀座駅に次ぐ第5位。
    - 千代田線 - 133,898人 - 同線内では綾瀬駅、北千住駅、代々木上原駅、大手町駅、表参道駅、西日暮里駅に次ぐ第7位。
- 都営地下鉄 - 2023年度の1日平均乗降人員は80,027人（乗車人員：39,619人、降車人員：40,408人）である[都交 1]。
三田線全27駅の中では目黒駅に次いで第6位。

### 年度別1日平均乗降人員
近年の1日平均乗降人員の推移は下表の通り。
| 年度               | 営団 / 東京メトロ | 営団 / 東京メトロ | 都営地下鉄       | 都営地下鉄 |
| 年度               | 1日平均 乗降人員  | 増加率            | 1日平均 乗降人員 | 増加率     |
| ------------------ | ----------------- | ----------------- | ---------------- | ---------- |
| 2003年（平成15年） |                   |                   | 64,401           | −2.1%      |
| 2004年（平成16年） | 88,867            |                   | 64,052           | −0.5%      |
| 2005年（平成17年） | 89,239            | 0.4%              | 65,872           | 2.8%       |
| 2006年（平成18年） | 90,985            | 2.0%              | 67,848           | 3.0%       |
| 2007年（平成19年） | 98,491            | 8.2%              | 70,739           | 4.3%       |
| 2008年（平成20年） | 98,621            | 0.1%              | 72,462           | 2.4%       |
| 2009年（平成21年） | 96,864            | −1.8%             | 72,470           | 0.0%       |
| 2010年（平成22年） | 95,142            | −1.8%             | 72,212           | −0.4%      |
| 2011年（平成23年） | 90,874            | −4.5%             | 70,639           | −2.2%      |
| 2012年（平成24年） | 94,118            | 3.6%              | 73,990           | 4.7%       |
| 2013年（平成25年） | 97,780            | 3.9%              | 76,608           | 3.5%       |
| 2014年（平成26年） | 98,756            | 1.0%              | 78,164           | 2.0%       |
| 2015年（平成27年） | 101,464           | 2.7%              | 81,200           | 3.9%       |
| 2016年（平成28年） | 104,222           | 2.7%              | 83,656           | 3.0%       |
| 2017年（平成29年） | 105,614           | 1.3%              | 86,185           | 3.0%       |
| 2018年（平成30年） | 120,882           | 14.5%             | 92,589           | 7.4%       |
| 2019年（令和元年） | 116,808           | −3.4%             | 95,622           | 3.3%       |
| 2020年（令和02年） | 67,325            | −42.4%            | 60,530           | −36.7%     |
| 2021年（令和03年） | 72,417            | 7.6%              | 62,501           | 3.3%       |
| 2022年（令和04年） | 85,949            | 18.7%             | 71,530           | 14.4%      |
| 2023年（令和05年） | 90,430            | 5.2%              | 80,027           | 11.9%      |
| 2024年（令和06年） | 93,712            | 3.6%              |                  |            |

### 年度別1日平均乗車人員（1964年 - 2000年）
各年度の1日平均乗車人員の推移は下表の通り。
| 年度               | 営団     | 営団     | 都営地下鉄 | 出典              |
| 年度               | 日比谷線 | 千代田線 | 都営地下鉄 | 出典              |
| ------------------ | -------- | -------- | ---------- | ----------------- |
| 1964年（昭和39年） | 6,601    | 未 開 業 | 未 開 業   | [ 東京都統計 1 ]  |
| 1965年（昭和40年） | 8,506    | 未 開 業 | 未 開 業   | [ 東京都統計 2 ]  |
| 1966年（昭和41年） | 9,161    | 未 開 業 | 未 開 業   | [ 東京都統計 3 ]  |
| 1967年（昭和42年） | 10,339   | 未 開 業 | 未 開 業   | [ 東京都統計 4 ]  |
| 1968年（昭和43年） | 11,456   | 未 開 業 | 未 開 業   | [ 東京都統計 5 ]  |
| 1969年（昭和44年） | 13,354   | 未 開 業 | 未 開 業   | [ 東京都統計 6 ]  |
| 1970年（昭和45年） | 15,345   | 6,000    | 未 開 業   | [ 東京都統計 7 ]  |
| 1971年（昭和46年） | 19,333   | 11,407   | 未 開 業   | [ 東京都統計 8 ]  |
| 1972年（昭和47年） | 27,942   | 18,104   | 22,676     | [ 東京都統計 9 ]  |
| 1973年（昭和48年） | 33,000   | 23,548   | 25,090     | [ 東京都統計 10 ] |
| 1974年（昭和49年） | 39,553   |          | 24,016     | [ 東京都統計 11 ] |
| 1975年（昭和50年） | 40,721   |          | 27,366     | [ 東京都統計 12 ] |
| 1976年（昭和51年） | 25,011   | 16,123   | 28,899     | [ 東京都統計 13 ] |
| 1977年（昭和52年） | 25,567   | 17,167   | 30,586     | [ 東京都統計 14 ] |
| 1978年（昭和53年） | 24,989   | 19,173   | 30,403     | [ 東京都統計 15 ] |
| 1979年（昭和54年） | 25,044   | 20,678   | 30,052     | [ 東京都統計 16 ] |
| 1980年（昭和55年） | 25,414   | 21,332   | 33,449     | [ 東京都統計 17 ] |
| 1981年（昭和56年） | 26,290   | 22,047   | 34,660     | [ 東京都統計 18 ] |
| 1982年（昭和57年） | 26,816   | 22,329   | 35,671     | [ 東京都統計 19 ] |
| 1983年（昭和58年） | 27,765   | 23,060   | 34,552     | [ 東京都統計 20 ] |
| 1984年（昭和59年） | 29,359   | 24,233   | 38,781     | [ 東京都統計 21 ] |
| 1985年（昭和60年） | 30,488   | 24,332   | 38,896     | [ 東京都統計 22 ] |
| 1986年（昭和61年） | 30,877   | 25,764   | 39,701     | [ 東京都統計 23 ] |
| 1987年（昭和62年） | 31,358   | 26,541   | 40,893     | [ 東京都統計 24 ] |
| 1988年（昭和63年） | 32,359   | 27,118   | 42,534     | [ 東京都統計 25 ] |
| 1989年（平成元年） | 31,395   | 26,975   | 41,622     | [ 東京都統計 26 ] |
| 1990年（平成02年） | 31,619   | 27,132   | 41,784     | [ 東京都統計 27 ] |
| 1991年（平成03年） | 31,333   | 26,112   | 41,055     | [ 東京都統計 28 ] |
| 1992年（平成04年） | 30,833   | 25,595   | 16,770     | [ 東京都統計 29 ] |
| 1993年（平成05年） | 30,773   | 25,134   | 40,795     | [ 東京都統計 30 ] |
| 1994年（平成06年） | 30,351   | 24,353   | 40,488     | [ 東京都統計 31 ] |
| 1995年（平成07年） | 29,090   | 23,251   | 38,923     | [ 東京都統計 32 ] |
| 1996年（平成08年） | 28,926   | 21,729   | 37,762     | [ 東京都統計 33 ] |
| 1997年（平成09年） | 27,923   | 21,877   | 37,058     | [ 東京都統計 34 ] |
| 1998年（平成10年） | 26,775   | 21,762   | 34,822     | [ 東京都統計 35 ] |
| 1999年（平成11年） | 25,041   | 21,418   | 33,350     | [ 東京都統計 36 ] |
| 2000年（平成12年） | 24,690   | 21,162   | 33,370     | [ 東京都統計 37 ] |

### 年度別1日平均乗車人員（2001年以降）
| 年度               | 営団 / 東京メトロ | 営団 / 東京メトロ | 都営地下鉄 | 出典              |
| 年度               | 日比谷線          | 千代田線          | 都営地下鉄 | 出典              |
| ------------------ | ----------------- | ----------------- | ---------- | ----------------- |
| 2001年（平成13年） | 24,301            | 21,770            | 32,542     | [ 東京都統計 38 ] |
| 2002年（平成14年） | 23,732            | 21,559            | 32,819     | [ 東京都統計 39 ] |
| 2003年（平成15年） | 24,008            | 20,962            | 32,049     | [ 東京都統計 40 ] |
| 2004年（平成16年） | 23,874            | 20,266            | 31,742     | [ 東京都統計 41 ] |
| 2005年（平成17年） | 24,189            | 20,271            | 32,633     | [ 東京都統計 42 ] |
| 2006年（平成18年） | 24,800            | 20,630            | 33,629     | [ 東京都統計 43 ] |
| 2007年（平成19年） | 26,825            | 22,459            | 35,096     | [ 東京都統計 44 ] |
| 2008年（平成20年） | 26,885            | 22,795            | 36,101     | [ 東京都統計 45 ] |
| 2009年（平成21年） | 26,178            | 22,537            | 36,086     | [ 東京都統計 46 ] |
| 2010年（平成22年） | 26,041            | 21,915            | 35,955     | [ 東京都統計 47 ] |
| 2011年（平成23年） | 25,359            | 20,633            | 35,227     | [ 東京都統計 48 ] |
| 2012年（平成24年） | 26,431            | 20,923            | 36,743     | [ 東京都統計 49 ] |
| 2013年（平成25年） | 27,654            | 21,643            | 38,131     | [ 東京都統計 50 ] |
| 2014年（平成26年） | 27,816            | 22,128            | 38,897     | [ 東京都統計 51 ] |
| 2015年（平成27年） | 28,601            | 22,702            | 40,462     | [ 東京都統計 52 ] |
| 2016年（平成28年） | 29,156            | 23,581            | 41,674     | [ 東京都統計 53 ] |
| 2017年（平成29年） | 29,493            | 23,964            | 42,903     | [ 東京都統計 54 ] |
| 2018年（平成30年） | 33,255            | 27,707            | 46,101     | [ 東京都統計 55 ] |
| 2019年（令和元年） | 27,443            | 31,607            | 47,642     | [ 東京都統計 56 ] |
| 2020年（令和02年） |                   |                   | 30,070     |                   |
| 2021年（令和03年） |                   |                   | 31,005     |                   |
| 2022年（令和04年） |                   |                   | 35,421     |                   |
| 2023年（令和05年） |                   |                   | 39,619     |                   |

備考
1. ↑  1964年8月29日開業。開業日から翌年3月31日までの計215日間を集計したデータ。
2. ↑  1971年3月20日開業。開業日から同年3月31日までの計12日間を集計したデータ。
3. ↑  1972年6月30日開業。開業日から翌年3月31日までの計244日間を集計したデータ。

## 駅周辺
- 東日本旅客鉄道（JR東日本）有楽町駅
- JR東日本京葉線東京駅 - 三田線の大手町寄りB5出入口（千代田線二重橋前駅と共用）から、丸の内二重橋ビル・馬場先通り地下通路経由で東京駅6番出入口（京葉地下丸の内口方面）へ接続する。ただし、連絡運輸は行われていない。
- 国道1号（日比谷通り）
- 日比谷公園
  - 市政会館
  - 日比谷公会堂
  - 野外音楽堂（大小）
  - 千代田区立 日比谷図書文化館
  - 「緑と水の市民カレッジ」
  - 日比谷グリーンサロン
  - フェリーチェガーデン日比谷（旧公園資料館）
  - 松本楼（洋風レストラン）
- 東京ミッドタウン日比谷
- 日生劇場
- 東京宝塚ビル（東京宝塚劇場）
- 東宝シアタークリエビル
  - シアタークリエ
  - レム日比谷
- 東宝日比谷ビル
  - 東宝本社
  - 日比谷シャンテ
  - TOHOシネマズシャンテ
  - 合歓の広場
- 帝国ホテル東京
  - 帝国ホテル内郵便局
- 三井住友銀行本店
- ニッポン放送本社
- ザ・ペニンシュラ東京
- 丸の内警察署
- 丸の内消防署
- DNタワー21
  - 第一生命保険本社
  - 農林中央金庫本店
  - 第一生命館内郵便局
- 帝劇ビル
  - 帝国劇場
  - 出光美術館
- 東京會舘
- 東京商工会議所ビル
  - 東京商工会議所
  - 日本商工会議所
  - 東京中央郵便局丸の内分室
- 富士ビル
  - 千代田丸ノ内郵便局
- 東京国際フォーラム
- 皇居
  - 皇居外苑
- 霞が関官庁街
- 有楽町センタービル（有楽町マリオン）

## バス路線
日比谷
- 都営バス、東急バス、日の丸自動車興業
  - B1出口付近
    - <東98> 清水行・等々力操車所行（東急）

  - A10出口付近
    - <東98> 東京駅南口行（東急）

  - A6出口付近
    - <都03> 晴海五丁目ターミナル行・東京駅丸の内北口行（都営）
    - <丸の内シャトル> 三菱ビル・新丸ビル・東京サンケイビル方面（日の丸自動車興業）

  - A9出口付近
    - <都03> 四谷駅行（都営）

第一生命（B1出口付近）
- 日の丸自動車興業
  - <丸の内シャトル> 三菱ビル・新丸ビル・東京サンケイビル方面

帝国ホテル
- 東京空港交通
  - 成田空港行

## 隣の駅
東京地下鉄（東京メトロ）
 日比谷線
霞ケ関駅 (H 07) - 日比谷駅 (H 08) - 銀座駅 (H 09)
 千代田線
霞ケ関駅 (C 08) - 日比谷駅 (C 09) - 二重橋前〈丸の内〉駅 (C 10)
東京都交通局（都営地下鉄）
 都営三田線
内幸町駅 (I 07) - 日比谷駅 (I 08) - 大手町駅 (I 09)